# Giuliano Battocletti
Giuliano Battocletti (Cles, 1º agosto 1975) è un ex maratoneta e mezzofondista italiano, bronzo ai Mondiali juniores del 1994.
Ha fatto parte della squadra che ha vinto gli europei di cross nel 1998 classificandosi settimo nell'individuale e dando il maggior contributo al raggiungimento dell'obiettivo.

## Biografia
Fino al 2000 ha militato nel corpo di Polizia di Stato, fino al 2005 ha fatto parte della Cover Verbania, nel 2006 si è tesserato nella Pro Patria Milano, quindi è tornato alla Cover Mapei Verbania. I suoi allenatori sono stati nell'ordine Gaspare Polizzi, Pietro Endrizzi, Massimo Magnani, Giorgio Rondelli, Severino Bernardini. La prima maglia azzurra l'ha indossata nel 1993, decimo classificato al campionato europeo junior dei 5.000 metri in pista.
Sono stati molti i suoi ritiri in rassegne internazionali, in particolare nella corsa campestre ha abbandonato le gare al campionato del mondo di Marrakech nel 1998, al campionato del mondo di Dublino il 23 marzo 2002, al campionato europeo di Edimburgo il 14 dicembre 2003 e nella mezza maratona al campionato del mondo di Veracruz il 12 novembre.
Ha esordito in maratona il 27 ottobre 2002 alla Maratona di Venezia, undicesimo classificato in 2 ore 16 minuti 59 secondi. In seguito ne ha corse altre due, entrambe nel 2005 ad Egna (BZ) il 9 ottobre terzo classificato in 2 ore 34 minuti 3 secondi e a Milano il 4 dicembre terzo classificato in 2 ore 11 minuti 58 secondi.
Nel 1999 divenne campione italiano della mezza maratona, ma il titolo gli fu revocato (e assegnato al secondo arrivato, Daniele Caimmi) dopo essere risultato positivo per metaboliti di nandrolone il 12 giugno 1999 in occasione della Maratonina Città di Busto Arsizio.
La figlia Nadia (della quale è allenatore) pratica l'atletica leggera ed è diventata velocista e mezzofondista ad alti livelli internazionali.

## Palmarès
| Anno | Manifestazione          | Sede    | Evento          | Risultato | Prestazione | Note  |
| ---- | ----------------------- | ------- | --------------- | --------- | ----------- | ----- |
| 1994 | Mondiali juniores       | Lisbona | 5000 m          | Bronzo    | 13'51"16    | [ 3 ] |
| 1997 | Mondiali cross          | Torino  | Corsa campestre | 32º       | 36'56"      | [ 4 ] |
| 1998 | Europei cross           | Ferrara | Corsa campestre | 7º        |             |       |
| 1999 | Mondiali cross          | Belfast | Corsa campestre | 19º       | 41'05"      | [ 4 ] |
| 2001 | Mondiali cross          | Ostenda | Corsa campestre | 17º       | 40'59"      | [ 4 ] |
| 2005 | Giochi del Mediterraneo | Almería | Mezza maratona  | 4º        | 1h05'28"    |       |

### Altri risultati
Corsa campestre
2001
- settimo in coppa europa a Vilamoura (Por) il 4 febbraio
- diciassettesimo al campionato del mondo di Ostende (Bel) il 24 marzo
- diciassettesimo al campionato europeo di Thun (Svi) il 9 dicembre

2002
- settimo in coppa campioni a Saint Junien (Fra) il 3 febbraio

2003
- ottantesimo al campionato del mondo di cross corto di Losanna (Svi) il 29 marzo

2004
- ventottesimo al campionato del mondo di Bruxelles il 21 marzo
- cinquantesimo al campionato europeo di Heringsdorf (Ger) il 12 dicembre

2005
- settantasettesimo al campionato del mondo di Saint Galmier (Fra) il 20 marzo

## Campionati nazionali
Vincitore di sei titoli italiani assoluti a livello individuale:
- ai Campionati italiani assoluti di atletica leggera, corsa campestre (2003, 2004, 2007)[5]
- ai Campionati italiani assoluti di atletica leggera, mezza maratona (2002, 2007)[5]
- ai Campionati italiani assoluti di atletica leggera, 10000 metri piani (2005)[5]

1994
- Oro ai campionati italiani juniores di corsa campestre - 25'38"

1998
- Bronzo ai campionati italiani assoluti, 10000 m - 29'00"46

2001
- 12º ai campionati italiani di maratonina - 1h05'06"
- Argento ai campionati italiani assoluti, 10000 m - 28'52"92

2002
- Oro ai campionati italiani di maratonina - 1h00'47"
- 4º ai campionati italiani assoluti, 5000 m - 13'55"32
- 9º ai campionati italiani di corsa campestre - 36'16"

2003
- 15º ai campionati italiani di maratonina - 1h04'21"
- 5º ai campionati italiani assoluti, 10000 m - 29'11"09
- Oro ai campionati italiani di corsa campestre - 35'28"

2004
- Bronzo ai campionati italiani di maratonina - 1h03'02"
- 8º ai campionati italiani assoluti, 5000 m - 14'10"05
- Oro ai campionati italiani di corsa campestre - 35'25"

2005
- Oro ai campionati italiani assoluti, 10000 m - 28'39"26

2006
- 6º ai campionati italiani di corsa campestre - 36'02"

2007
- Oro ai campionati italiani di maratonina - 1h03'14"
- Oro ai campionati italiani di corsa campestre - 30'44"

## Altre competizioni internazionali
1994
- 8º al Giro podistico internazionale di Castelbuono ( Castelbuono), 11,2 km - 33'49"

1995
- Oro al Cross di Cossato ( Cossato) - 27'09"

1996
- 4º alla Maratonina Valle dei Laghi ( Pietramurata) - 1h04'27"
- Argento al Cross della Mandria ( Torino) - 32'37"

1997
- 6º alla Mezza maratona di Gualtieri ( Gualtieri) - 1h01'40"
- 11º al Giro podistico internazionale di Pettinengo ( Pettinengo), 12 km - 36'48"
- Argento al Trofeo Asics Run ( Cuneo) - 28'20"
- Oro al Circuito di Molinella ( Molinella) - 28'43"
- 4º al Cross di Savigliano ( Savigliano) - 30'44"
- Argento al Cross del Sud ( Lanciano) - 23'20"

1998
- Oro alla Mezza maratona di Parma ( Parma) - 1h00'59"
- Oro alla Maratonina Valle dei Laghi ( Pietramurata) - 1h02'54"
- Oro al Giro al Sas ( Trento) - 30'34"
- Oro al Trofeo Asics Run ( Cuneo) - 27'58"
- Oro al Circuito di Molinella ( Molinella) - 28'36"
- Bronzo al Giro Città di Arco ( Arco) - 29'26"
- Oro alla Palermo d'Inverno ( Palermo), 9,1 km - 25'30"
- 12º al Campaccio ( San Giorgio su Legnano) - 36'14"
- 8º al Cross di Alà dei Sardi ( Alà dei Sardi) - 33'25"
- 43º all'Amendoeiras em Flor ( Albufeira) - 31'27"

1999
- 7º alla Stramilano ( Milano) - 1h02'32"
- 14º al Trofeo Sant'Agata ( Catania), 11,5 km - 34'07"
- 9º alla Carrera de San Felipe y Santiago ( Montevideo), 11 km - 32'48"
- 6º alla Ponte in Fiore ( Ponte in Valtellina), 5 miglia - 23'50"
- 7º alla Cinque Mulini ( San Vittore Olona) - 35'49"
- 8º al Cross di Alà dei Sardi ( Alà dei Sardi) - 32'02"

2000
- 4º alla Mezza maratona di Parma ( Parma) - 1h01'59"
- 6º alla Great North Run ( Newcastle upon Tyne) - 1h02'42"
- 12º al Trofeo Città di Miglianico ( Miglianico), 10,5 km - 31'45"
- 9º alla BOclassic ( Bolzano) - 28'57"
- 7º al Giro Città di Arco ( Arco) - 29'06"
- 11º alla Cinque Mulini ( San Vittore Olona) - 35'21"
- 5º al Cross di Cossato ( Cossato) - 30'40"
- Argento al Cross della Vallecamonica ( Darfo Boario Terme) - 30'23"

2001
- Oro alla Roma-Ostia ( Roma) - 1h02'24"
- Bronzo alla Stramilano ( Milano) - 1h02'25"
- 11º alla Mezza maratona di Udine ( Udine) - 1h03'36"
- 18º alla BOclassic ( Bolzano) - 30'13"
- 6º al Giro al Sas ( Trento) - 31'59"
- Argento al Circuito di Molinella ( Molinella) - 29'03"
- 8º al Giro podistico internazionale di Pettinengo ( Pettinengo), 9,5 km - 27'39"
- 5º al Giro podistico internazionale di Rovereto ( Rovereto), 8,3 km - 24'06"
- Oro alla Ponte in Fiore ( Ponte in Valtellina), 8 km - 22'41"
- Argento alla Scarpa d'oro ( Vigevano), 8 km - 23'42"
- 7º al Campaccio ( San Giorgio su Legnano) - 37'25"
- 7º al Cross della Vallagarina ( Villa Lagarina) - 29'00"
- 9º all'Amendoeiras em Flor ( Albufeira) - 30'55"
- Argento al Cross di Oristano ( Paulilatino) - 29'21"
- 4º al Cross del Sud ( Lanciano) - 25'22"

2002
- 11º alla Maratona di Venezia ( Venezia) - 2h16'59"
- 8º alla Stramilano ( Milano) - 1h03'32"
- 8º al Giro podistico internazionale di Castelbuono ( Castelbuono), 11,2 km - 35'10"
- Oro al Trofeo Città di Trecastagni ( Trecastagni), 10,2 km - 30'03"
- Bronzo al Giro podistico Città di Arco ( Arco) - 29'34"
- 12º alla Scalata al Castello ( Arezzo) - 29'44"
- Oro al Trofeo San Vittore ( Tonadico), 9,1 km - 27'47"
- Oro alla Ponte in Fiore ( Ponte in Valtellina), 8 km - 22'45"
- 6º alla Scarpa d'oro ( Vigevano), 8 km - 23'24"
- 6º al Campaccio ( San Giorgio su Legnano) - 35'54"
- 4º al Cross della Vallagarina ( Villa Lagarina) - 30'18"
- Bronzo al Cross dei Campioni ( Cesena) - 30'09"

2003
- Oro alla Marcialonga Running ( Cavalese), 24,12 km - 1h20'34"
- 13º alla Roma-Ostia ( Roma) - 1h04'20"
- 8º al Trofeo Sant'Agata ( Catania), 11,5 km - 33'38"
- Oro al Trofeo Città di Trecastagni ( Trecastagni), 10,2 km
- 6º alla BOclassic ( Bolzano) - 29'06"
- 6º alla Scalata al Castello ( Arezzo) - 28'57"
- Oro alla Ponte in Fiore ( Ponte in Valtellina), 8 km - 23'26"
- 21º alla Gonnesa Corre ( Gonnesa), 7 km
- 12º al Cross de l'Acier ( Leffrinckoucke) - 31'05"
- 12º al Cross di Alà dei Sardi ( Alà dei Sardi) - 34'19"

2004
- 4º al Trofeo Rione Castelnuovo ( Recanati), 13,4 km - 40'27"
- 13º al Giro podistico internazionale di Castelbuono ( Castelbuono), 11,3 km - 36'21"
- 5º al Giro al Sas ( Trento), 10,9 km - 32'00"
- 4º al Trofeo Città di Trecastagni ( Trecastagni), 10,2 km - 30'00"
- 9º alla BOclassic ( Bolzano) - 29'28"
- Oro al Circuito di Molinella ( Molinella) - 28'49"
- 6º al Trofeo Asics Run ( Cuneo) - 28'50"
- 7º al Trofeo Avis ( Lagonegro), 8,5 km - 28'32"
- 4º alla Cinque Mulini ( San Vittore Olona) - 35'45"
- 6º al Campaccio ( San Giorgio su Legnano) - 35'46"
- Argento al Cross della Vallagarina ( Villa Lagarina) - 29'43"

2005
- Bronzo alla Milano Marathon ( Milano) - 2h11'58"
- Bronzo alla Maratona dell'Alto Adige ( Egna) - 2h34'04"
- 8º alla Stramilano ( Milano) - 1h02'45"
- Oro alla Mezza maratona di Monza ( Monza) - 1h03'26"
- Bronzo alla Mezza maratona di Riva del Garda ( Riva del Garda) - 1h04'48"
- Oro alla Bormio-Stelvio ( Bormio), 21,097 km - 1h31'21"
- 7º al Miglianico Tour ( Miglianico), 18 km - 53'38"
- Bronzo al Memorial Tommaso Assi ( Trani), 11,8 km - 34'34"
- 6º al Giro podistico internazionale di Castelbuono ( Castelbuono) - 35'40"
- 7º al Giro Media Blenio ( Dongio) - 29'35"
- 15º alla BOclassic ( Bolzano) - 30'00"
- 8º al Trofeo Ricci ( Porto Sant'Elpidio) - 29'03"
- Bronzo alla Scalata al Castello ( Arezzo) - 29'19"
- Bronzo al Circuito di Molinella ( Molinella) - 29'24"
- 5º al Giro delle mura Città di Feltre ( Feltre), 9,5 km
- 9º alla Amatrice-Configno ( Amatrice), 8,4 km - 24'45"
- Argento alla Ponte in Fiore ( Ponte in Valtellina), 8 km - 23'10"
- 11º al Campaccio ( San Giorgio su Legnano) - 37'30"
- Argento al Cross della Vallagarina ( Villa Lagarina) - 35'56"

2006
- 4º alla Marcialonga Running ( Cavalese), 24,12 km - 1h17'27"
- 5º alla Mezza maratona di Pordenone ( Pordenone) - 1h05'08"
- Oro alla Mezza maratona di Trecate ( Trecate) - 1h05'11"
- 4º alla Mezza maratona di Riva del Garda ( Riva del Garda) - 1h05'16"
- 10º al Memorial Tommaso Assi ( Trani), 11,6 km
- 8º al Giro podistico internazionale di Castelbuono ( Castelbuono), 11,3 km - 36'36"
- 8º al Giro al Sas ( Trento) - 29'37"
- 9º al Circuito di Molinella ( Molinella) - 30'14"
- 8º alla Volata Napola-Mokarta ( Mokarta), 9 km - 27'43"
- 11º alla Cinque Mulini ( San Vittore Olona) - 31'41"
- 6º al Cross della Vallagarina ( Villa Lagarina) - 29'30"

2007
- Oro alla Mezza maratona di Treviglio ( Treviglio) - 1h02'51"
- Oro alla Mezza maratona di Verona ( Verona) - 1h05'32"
- 7º alla Montefortiana Turà ( Monteforte d'Alpone), 10,6 km - 31'10"